# Kossuth (Bartók)
Kossuth (Sz 21, BB 31, DD 75a) ist eine sinfonische Dichtung von Béla Bartók (1881–1945), die er dem ungarischen Nationalhelden Lajos Kossuth, einem der Anführer der Ungarischen Unabhängigkeitserhebung gegen Österreich, widmete. Mit der Uraufführung 1904 wurde Bartók erstmals einem breiteren Publikum bekannt.

## Entstehung und Uraufführung

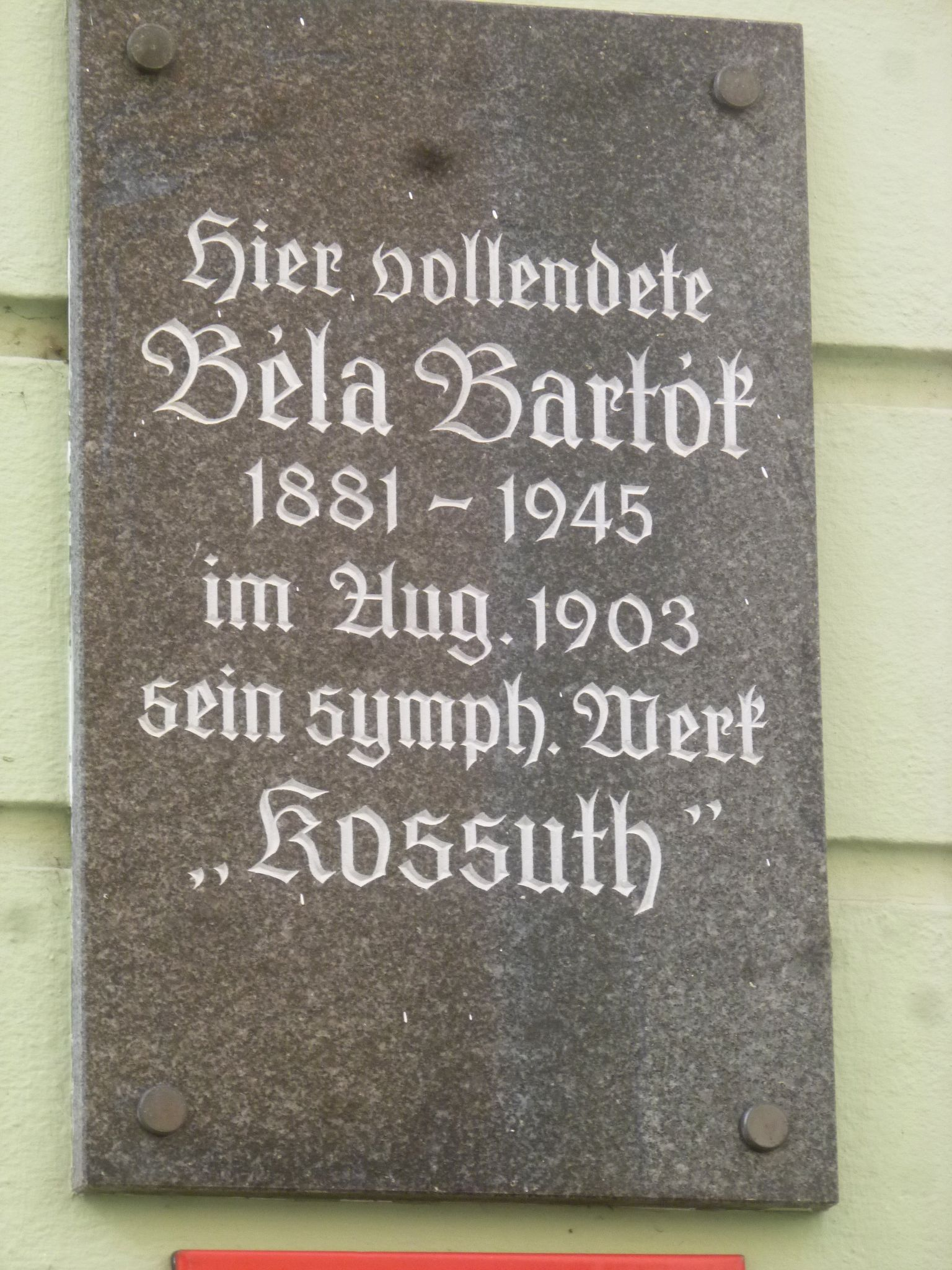
Gedenktafel in Gmunden (Badgasse 5)

Nach Beginn seines Studiums in Budapest 1899 wurde Béla Bartók von der aufkommenden ungarischen patriotisch-nationalistischen Bewegung erfasst, was in diversen Briefen und der Tatsache, dass er in der Öffentlichkeit bzw. auf dem Konzertpodium in Nationaltracht erschien, zum Ausdruck kam. Musikalisch in jener Zeit stark von Richard Strauss beeindruckt, dessen Also sprach Zarathustra 1902 in Budapest erklang und dessen Ein Heldenleben er in Klavierbearbeitung 1903 selbst vortrug, beschloss Bartók, ein Werk zur Verherrlichung des ungarischen Freiheitskämpfers und Nationalhelden Lajos Kossuth (1802–1894) zu schreiben. Die Komposition von Kossuth wurde am 2. April 1903 begonnen und am 18. August 1903 in Gmunden beendet.
1903 wurde Bartók mit dem ebenfalls aus Ungarn stammenden Dirigenten Hans Richter bekannt, der sich für Kossuth interessierte und das noch unfertige Werk auf das Programm der Folgesaison des von ihm geleiteten Hallé-Orchesters setzte. István Kerner, Dirigent der Budapester Philharmonie, erfuhr davon und wünschte eine frühere Uraufführung durch sein eigenes Orchester. Die ungarische Presse berichtete schon im Vorfeld über die für 13. Januar 1904 angesetzte Budapester Uraufführung, die umso mehr Aufmerksamkeit erhielt, weil bekannt wurde, dass in den Proben der Erste Trompeter, ein Österreicher, sich zunächst weigerte, die in karikierter Form enthaltene Hymne Gott erhalte zu spielen, und Teile des Orchesters mit Streik drohten. Die Proben konnten zwar fortgesetzt werden, allerdings fehlten am Uraufführungstermin fünf Musiker mit Krankheitsbescheinigungen.
Dennoch wurde die Uraufführung vor dem patriotischen Themen gegenüber aufgeschlossenen Publikum zu einem großen Erfolg, und der in ein Nationalkostüm gekleidete 23-jährige Bartók musste etliche Male vor der jubelnden Zuhörerschaft erscheinen. Die zeitgenössischen, von Nationalstolz geprägten Rezensionen unterstrichen den Erfolg des Werkes, obwohl die für damalige Ohren kühnen Klänge als teils übertrieben und dissonant wahrgenommen wurden. Zurückhaltender reagierte die Presse auf die von Hans Richter am 18. Februar 1904 in Manchester geleitete zweite Aufführung – zugleich die erste maßgebende Aufführung eines Werks Bartóks im Ausland – und würdigte zwar das Können des Komponisten, kritisierte aber zu starke Orientierung an Richard Strauss und Jagd nach Effekten.

## Besetzung und Charakterisierung
Die Partitur verlangt eine große Orchesterbesetzung:
Piccoloflöte, 3 Flöten (1. auch Piccoloflöte), 3 Oboen, Englischhorn, 2 Klarinetten, Es-Klarinette, Bassklarinette, 3 Fagotte, Kontrafagott, 8 Hörner, 2 Trompeten, 4 Posaunen, Bassposaune, 2 Tenortuben, Tuba, 3 Pauken, Schlagwerk (Becken, Triangel, Kleine Trommel, Große Trommel, Tamtam), 2 Harfen und Streicher (16 Erste Violinen, 16 Zweite Violinen, 12 Bratschen, 10 Violoncelli, 8 Kontrabässe). Die Aufführungsdauer beträgt etwa 21 Minuten.
Die 10 attacca aufeinanderfolgenden Sätze der sinfonischen Dichtung tragen folgende Überschriften:
1. Kossuth
2. Welcher Kummer belastet deine Seele, mein lieber Gemahl?
3. Das Vaterland ist in Gefahr!
4. Einst erlebten wir bessere Zeiten …
5. Dann nahm unser Los eine schlimmere Wendung …
6. Auf zum Kampfe!
7. Kommt, kommt, schöne ungarische Helden, schöne ungarische Ritter!
8. Alles ist aus!
9. Still ist alles, still…

Die sinfonische Dichtung Kossuth lässt in der Anlage teilweise eine Sonatensatzform erkennen, wobei die Exposition die Teile 1 bis 4, die Durchführung die Teile 5 bis 8 umfasst. Stilistisch geht sie von Richard Strauss  – an den bereits das von den Hörnern intonierte Hauptthema erinnert – und Franz Liszt aus.
Nach dem vorwiegend ruhigen Anfangsabschnitt, der den Dialog zwischen Kossuth und seiner Frau darstellt, folgt die in raschen Tempi gehaltene Durchführung, in der insbesondere die im 7. Teil erscheinende, vom 2. Thema abgeleitete und anfangs im unisono erklingende Melodie im Charakter eines ungarischen Tanzes prägend wirkt. Im bedeutungsvoll mit „…“ betitelten 8. Abschnitt erscheinen die feindlichen Truppen, verdeutlicht durch eine Fuge samt verfremdetem Zitat der österreichischen Nationalhymne. Die folgende Kampfszene wird durch aggressiv geschärfte Akkorde nachgezeichnet, die ungarische Niederlage durch Ganztonakkordik und die durch parallele große Terzen verzerrte Melodie des „Gott erhalte“. Das Finale (Teile 9 und 10) bildet ein Trauermarsch, der durch Wiederaufnahme thematischen Materials der Exposition auch die Funktion der Reprise erfüllt.
Der abschließende Trauermarsch existiert auch in einer separaten Klavierfassung Bartóks, die als einziger Teil von Kossuth zu Lebzeiten des Komponisten (1905) veröffentlicht wurde.